# Corymbioideae
Corymbioideae es una subfamilia de plantas con flores perteneciente a la familia Asteraceae.Comprende 29 especies descritas y de estas, solo 9 aceptadas.
Esta subfamilia con una sola tribu (Corymbieae) comprende un solo género (Corymbium) con 7 especies oriundas de Sudáfrica. Presenta hojas con nervaduras paralelas, capítulos con una flor encerrados por dos brácteas involucrales. La corola con lóbulos anchos y conspicuos. El número cromosómico básico es x= 16.

## Taxonomía
El género fue descrito por Carlos Linneo y publicado en Species Plantarum 2: 928. 1753. La especie tipo es Corymbium africanum L. 

## Especies
A continuación se brinda un listado de las especies del género Corymbium aceptadas hasta julio de 2012, ordenadas alfabéticamente. Para cada una se indica el nombre binomial seguido del autor, abreviado según las convenciones y usos.
- Corymbium africanum L.
- Corymbium congestum E.Mey. ex DC.
- Corymbium cymosum E.Mey. ex Steud.
- Corymbium elsiae Weitz
- Corymbium enerve Markötter
- Corymbium glabrum L.
- Corymbium laxum Compton
- Corymbium theileri Markötter
- Corymbium villosum L.f.